# Sundance TV (España)
Sundance TV es un canal de televisión por suscripción español producido por AMC Networks International Southern Europe. El canal está dedicado a emitir cine independiente.

## Historia
Sundance Channel nació en 1978 gracias a su creador Robert Redford. El canal aterrizó en España el 1 de junio de 2011 en el operador Movistar TV.
El 1 de octubre de 2014, el canal se incorporó a diversos operadores de cable e IPTV como ONO (actualmente Vodafone TV) y Telecable en sustitución del canal Cinematk, canal que la productora AMC Networks International Iberia cesó para evitar la competencia con su canal propio Sundance Channel.
El 4 de agosto de 2015 se incorpora a la oferta por satélite de la plataforma Movistar+ en el dial 39.
El 31 de diciembre de 2024, el canal cesó sus emisiones en Movistar Plus+ a las 23:15